# Simon Amorosius
Simon Amorosius (* um 1550 vermutlich in Krakau; † nach 1604) war ein polnischer Komponist.

## Leben
Über das Leben Amorosius’ ist lediglich bekannt, dass er Mitglied der Hofkapelle des polnischen Königs Sigismund III. war. Von seinen Werken ist nur die Motette Cantabant sancti canticum erhalten, die in der 1604 von Wincenty Lilius in Krakau veröffentlichten Sammlung Melodiae sacrae enthalten ist, und die seine hohe Satzkunst beweist.